# メド・オンド
メド・オンド（Med Hondo、1936年5月4日 - 2019年3月2日）は、モーリタニアの映画監督。

## 経歴
モーリタニア・アドラル州アタールの出身。
問題提起の作品を撮り、『ソレイユ・O』ではフランスに移住したアフリカ人労働者の困難を描いた。フェスパコでグランプリを受賞した 『女王サラウニア』は、19世紀のニジェールのアズナス王国の女王だったサラウニアの物語であり、フランス植民地軍との戦いを通して抵抗の大切さを表現した。アブドライエ・ママニの小説が原作である。
また声優としても活動、エディ・マーフィ、シドニー・ポワティエ、モーガン・フリーマン、カール・ウェザース、ベン・キングズレー、ライオン・キングのラフィキ役などのフランス語版吹き替えを担当していた。
2019年3月2日、フランス・パリに於いて逝去。82歳没。

## 主な作品
- Soleil Ô (1967年)
- Roi de Cordes (1969年)
- Les Bicots-nègres, vos voisins (1973年)
- Sahel la faim pourquoi ? (1975年)
- Nous aurons toute la mort pour dormir (1976年)
- Polisario, un peuple en arme (1978年)
- West Indies ou les nègres marrons de la liberté (1979年)
- Sarraounia (1986年)
- Lumière noire (1994年)
- Watani, un monde sans mal (1998年)
- Fatima, l’Algérienne de Dakar (2004年)